# Ekebackens naturreservat
Ekebacken är ett naturreservat i Karlskrona kommun i Blekinge län.
Reservatet är skyddat sedan 1969 och omfattar 14 hektar. Det är beläget i stadsdelen Lyckeby i Karlskrona stad.
Området är en gammal ekhage som betats sedan lång tid. I denna småkuperade hagmark står grova gamla ekar med vida kronor. I anslutning till bergiga partier finns buskage med slån och hagtorn. Eken är trädslaget som dominerar i reservatet men där växer även alm, avenbok, björk, bok och lind. I reservatet finns ovanliga arter kopplade till gammal ek t.ex. skalbaggarna ekoxe och läderbagge samt svamparna oxtungssvamp och korallticka.
Slåtter och betande får håller hagmarken öppen. Det gynnar växter som axveronika, backtimjan och stor blåklocka. I  lövdungarna växer murgröna kring trädstammar och på marken buskstjärnblomma, skogsbingel och tandrot.
Ekebacken har i århundraden varit samlingsplats för befolkningen i östra Blekinge. Platsen har anknytning till medeltidsstaden Lyckå som hade slott, tingsplats och en gästgivaregård. I dag är reservatet ett populärt strövområde.
Naturreservatet ingår i EU:s ekologiska nätverk, Natura 2000.